# 韦氏毛带蟹
韦氏毛带蟹（学名：Dotilla wichmanni）为沙蟹科毛带蟹属的动物。分布于印度尼西亚、泰国、印度以及中国大陆的海南岛等地，生活环境为海水，主要穴居于潮间带的泥沙中。